# Paul Pogba
Paul Labile Pogba (* 15. března 1993 Lagny-sur-Marne) je francouzský profesionální fotbalista, který hraje na pozici středního záložníka za francouzský klub AS Monako FC a za francouzský národní tým.
V Itálii dostal kvůli svým dlouhým končetinám přezdívku Il Polpo Paul (Chobotnice Paul). Zúčastnil se Mistrovství světa 2014 v Brazílii a EURA 2016 ve Francii, kde slavil s týmem Francie stříbrné medaile poté, co ve finále podlehli Portugalsku. V prosinci 2013 získal ocenění Golden Boy pro nejlepšího hráče do 21 let v Evropě, které uděluje italský deník Tuttosport. Vyhrál i obdobnou cenu Bravo za rok 2014.
Po rodičích má guinejský původ. Je muslimského vyznání. Jeho starší bratři Mathias a Florentin jsou také profesionální fotbalisté.
Za pozitivní dopingový nález ze srpna 2023 byl koncem února 2024 odsouzen ke čtyřletému zákazu startů.

## Klubová kariéra

### Manchester United
Do Manchesteru United přišel v říjnu roku 2009 z celku Le Havre, který čerstvě sestoupil z nejvyšší francouzské soutěže, Ligue 1. Poté, co hrál za juniorské týmy, debutoval 19. září 2011 za A-tým. Jednalo se o zápas Ligového poháru proti týmu Leeds United FC. Dne 31. ledna 2012 Pogba prožil také debut v Premier League, když v 72. minutě v zápase se Stoke City FC vystřídal Javiera Hernandeze. Pogba ovšem neprodloužil smlouvu a tak 27. června 2012 odešel zdarma do Juventusu.

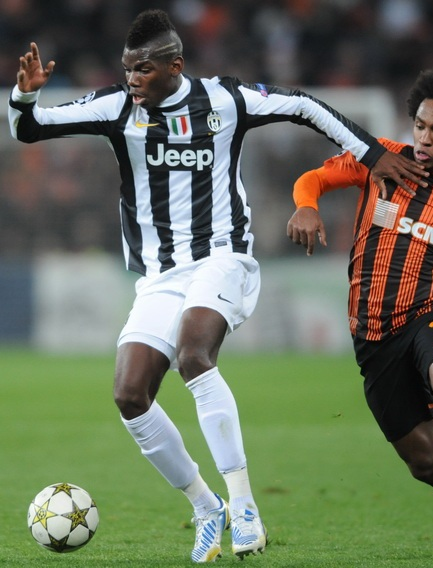
Paul Pogba v dresu italského Juventusu.

### Juventus FC
Do Juventusu přišel v roce 2012. Poprvé za něj nastoupil 1. srpna 2012 v předsezónním přátelském utkání s Benficou, když v 78. minutě vystřídal Andreu Pirla. Prvním soutěžním utkáním v dresu Juventusu se pro něj stal zápas s AC Chievo Verona dne 22. září 2012 a odehrál plných 90 minut. Debutoval také v Lize mistrů UEFA, a to 20. října 2012 při domácí remíze se Šachťarem Doněck. V sezoně 2012/13 získal s Juventusem „scudetto“ (italský ligový titul). 18. srpna 2013 při italském superpoháru vystřídal Claudia Marchisia a vzápětí vstřelil první gól utkání. Juventus zvítězil 4:0 a Pogba byl vyhlášen nejlepším hráčem utkání.
29. září 2013 v 6. ligovém kole rozhodl svým gólem o vítězství 1:0 proti FC Turín. Začátkem listopadu 2013 v 11. ligovém kole Serie A sezóny 2013/14 vstřelil další vítězný gól proti Parmě, Juventus vyhrál venku 1:0. Za jeho výkony v roce 2013 mu byla udělena cena Golden Boy. Na konci sezony 2013/14 s Juventusem obhájil titul z minulého ročníku a dostal se do semifinále Evropské Ligy. Na tom se Pogba podílel nejvíce starty z kádru Juventusu (51) a k tomu přidal 9 branek. Po sezoně 2013/14 u klubu skončil trenér Antonio Conte a převzal jej Massimiliano Allegri. Ten se rozhodl Pogbu více pojistit a přemluvil vedení, které s ním prodloužilo smlouvu do roku 2019. 28. října 2014 byl nominován do užšího seznamu kandidátů na Zlatý míč 2014. Ze 23 fotbalistů byl nejmladší. Získal také cenu Bravo pro nejlepšího hráče mladšího dvaceti tří let, působícího v Evropě. V ročníku 2014/15 vyhrál Serii A, italský pohár Coppa Italia, italský Superpohár a navíc se dostal do finále Ligy mistrů UEFA. Tam ovšem podlehl Barceloně poměrem 1:3. V sezóně 2015/16 se dostal do nejlepší jedenáctky roku UEFA i FIFA.

### Manchester United (návrat)
V srpnu 2016 se vrátil do Manchesteru United, přestup vyšel anglický klub na 105 milionů eur (plus 5 milionů v bonusech, cca 3 miliardy Kč). Přestupová částka byla rekordní, překonala 101 mil. eur vyplacených Realem Madrid za Garetha Balea v roce 2013. Překonána byla v srpnu 2017 částkou 222 milionů eur, které zaplatil francouzský klub Paris Saint-Germain FC Barceloně za Neymara. Poprvé si po návratu zahrál 19. srpna při domácím vítězství 2:0 nad Southamptonem v Premier League. V sezóně 2016/17 vyhrál s Manchesterem EFL Cup a Evropskou ligu. Zejména vítězství v druhé jmenované soutěži bylo velkým úspěchem, protože pro United to byla první mezinárodní trofej po devíti letech. Za své výkony v Evropské lize byl Pogba na galavečeru při příležitosti losu ročníku 2017/18 vyhlášen nejlepším hráčem uplynulého ročníku.

V srpnu 2017 byl vyhlášen nejlepším hráčem Evropské ligy UEFA v ročníku 2016/17.

#### Sezóna 2021/22
Proti Leeds United zaznamenal na úvod ligové sezóny 2021/22 čtyři asistence a pomohl dne 14. srpna 2021 vyhrát domácí zápas 5:1.
Pogba za Manchester United nastoupil celkově do 233 soutěžních zápasů s bilancí 39 gólů a 51 asistencí.

### Juventus FC (návrat)
V červenci 2022 se Pogba vrátil zadarmo do Juventusu. Ve staronovém působišti podepsal smlouvu do roku 2026. Kvůli zraněním však odehrál jen 8 zápasů a v září 2023 byl pozitivně testován na dehydroepiandrosteron.

### AS Monako FC
Koncem června 2025 Pogba podepsal smlouvu na 2 roky s francouzským klubem AS Monako FC. Poprvé si, tak zahraje francouzskou Ligue 1.

## Reprezentační kariéra

### Mládežnické reprezentace
Pogba působil v mládežnických výběrech Francie v kategoriích U16, U17, U18, U19 a U20.
Zúčastnil se Mistrovství Evropy hráčů do 19 let 2012 v Estonsku, kde Francie podlehla v semifinále Španělsku 2:4 v penaltovém rozstřelu (po nerozhodném výsledku 3:3). Pogba byl v týmu kapitánem. Díky postupu do semifinále se Francie kvalifikovala na Mistrovství světa hráčů do 20 let 2013.
S francouzskou fotbalovou reprezentací do 20 let získal v roce 2013 titul mistra světa v této kategorii. Na Mistrovství světa hráčů do 20 let 2013 v Turecku se stal držitelem Zlatého míče pro nejlepšího hráče šampionátu (ve francouzském týmu byl kapitánem). Ve finálovém střetnutí proti Uruguayi proměnil v penaltovém rozstřelu svůj pokus, Francie po bezbrankovém průběhu zápasu i prodloužení zvítězila v rozstřelu 4:1 a zajistila si první titul mistrů světa v kategorii U20.

### A-mužstvo
V A-mužstvu Francie debutoval 22. března 2013 v kvalifikaci na MS 2014 v Brazílii proti Gruzii. Odehrál kompletní utkání, Francie zvítězila na Stade de France 3:1. 10. září 2013 se jedním gólem v kvalifikačním utkání proti domácímu Bělorusku podílel na výhře 4:2, Francie už měla jistou účast minimálně v baráži o Mistrovství světa 2014 a bojovala se Španělskem o první místo zaručující přímou účast na mundialu. Byl to jeho první gól v A-mužstvu Les Bleus (neboli francouzském národním týmu).
Trenér Didier Deschamps jej nominoval na Mistrovství světa 2014 v Brazílii. V osmifinále proti Nigérii vstřelil v 79. minutě vítězný gól, Francouzi zvítězili 2:0 a postoupili do čtvrtfinále. Ve čtvrtfinále vypadla Francie s Německem po porážce 0:1. Stal se nejlepším mladým hráčem šampionátu.

Představil se i na domácím EURU 2016.
Na MS 2018 konaném v Rusku výrazně přispěl k zisku zlatých medailí. Ve finále proti Chorvatům dokonce skóroval, když nadvakrát překonal brankáře Monaka Subašiče.
V srpnu 2020 u něj byla potvrzena nákaza nemocí covid-19. Pogba tak musel vynechat úvodní zápasy nadcházejícího ročníku Ligy národů proti Švédsku a Chorvatsku.

## Individuální úspěchy
- Tým roku podle UEFA – 2015[28]
- Světová jedenáctka FIFA FIFPro – 2015[29]
- Sestava sezóny Evropské ligy UEFA – 2016/17,[30] 2020/21[31]
- Tým roku Premier League podle PFA – 2018/19[32]